# Six Minute War Madness
I Six Minute War Madness sono stati un gruppo noise rock milanese in attività tra il 1992 ed il 2002. Il loro membro più famoso era Xabier Iriondo, già chitarrista degli Afterhours.
Erano caratterizzati da soluzioni sonore particolari, con esasperate distorsioni delle chitarre, tastiere dal suono retro, parti vocali ora sussurrate ora urlate.

## Storia del gruppo
Si sono formati nel gennaio 1992 con una formazione a cinque: Federico Ciappini (voce), Paolo Cantù e Xabier Iriondo (chitarre), Massimo Marini (basso) e Daniele Misirliyan (batteria).
La loro prima uscita discografica è il singolo 7" Holy Joe/Evensong del settembre 1993, con l'etichetta Blu Bus. Il primo album, l'omonimo Six Minute War Madness, è del 1996, che a differenza di quanto fatto in precedenza, contiene testi in italiano, e così continueranno a fare per tutta la loro attività.
Il secondo album, Il vuoto elettrico, esce nel 1997 con l'etichetta milanese Jungle Sound. Nel 1999 la line-up del gruppo cambia: Daniele Misirliyan viene sostituito alla batteria da Jack Fontana, e viene inserito il tastierista Fabio Magistrali, produttore musicale e coinvolto con Iriondo nel progetto A Short Apnea.
Con la nuova line-up nel 2000 esce l'ultimo album ufficiale della band, Full Fathom Six, co-produzione delle etichette Santeria e Audioglobe.
Si sciolgono definitivamente nel 2002.

## Componenti del gruppo
Ultima formazione
- Federico Ciappini - voce (1992-2002; 2010)
- Xabier Iriondo - chitarra (1992-2002; 2010)
- Paolo Cantù - chitarra (1992-2002; 2010)
- Massimo Marini - basso (1992-2002)
- Fabio Magistrali - tastiera (1999-2002)
- Jack Fontana - batteria (1999-2002)

Ex componenti
- Daniele Misirliyan - batteria (1992-1999)
- Andrea Viti - basso (2010)

## Discografia

### Album
- 1996 - Six Minute War Madness
- 1997 - Il vuoto elettrico
- 2000 - Full Fathom Six

### Singoli
- 1993 - Holy Joe/Evensong
- 1997 - L'ora giusta/La tempesta